# Auto Esporte Clube (PI)
|  | Aquest article tracta sobre el club de futbol de Piauí. Si cerqueu el club de Paraíba, vegeu «Auto Esporte Clube». |

L'Auto Esporte Clube, o simplement Auto Esporte, és un club de futbol brasiler de la ciutat de Teresina a l'estat de Piauí.

## Història
El club va ser fundat l'1 de maig de 1951. El club guanyà el campionat piauiense el 1983. Participà en el Campeonato Brasileiro Série A l'any 1984, on fou eliminat pel Joinville.

## Estadi
El club disputa els seus partits com a local a l'Estadi Lindolfinho. Té una capacitat per a 8.000 espectadors.

## Palmarès
- Campionat piauiense:
  - 1983